# جورج ماهوني
جورج ماهوني (بالإنجليزية: George Mahoney)‏ هو عسكري أمريكي، (ولد في ورسستر في الولايات المتحدة 1865  م).